# Saison 18 de La France a un incroyable talent
 (octobre 2023).
Si vous disposez d'ouvrages ou d'articles de référence ou si vous connaissez des sites web de qualité traitant du thème abordé ici, merci de compléter l'article en donnant les références utiles à sa vérifiabilité et en les liant à la section « Notes et références ».
 (octobre 2023).
La mise en forme du texte ne suit pas les recommandations de Wikipédia : il faut le « wikifier ».
Les points d'amélioration suivants sont les cas les plus fréquents :
- Les titres sont pré-formatés par le logiciel. Ils ne sont ni en capitales, ni en gras.
- Le texte ne doit pas être écrit en capitales (les noms de famille non plus), ni en gras, ni en italique, ni en « petit »…
- Le gras n'est utilisé que pour surligner le titre de l'article dans l'introduction, une seule fois.
- L'italique est rarement utilisé : mots en langue étrangère, titres d'œuvres, noms de bateaux, etc.
- Les citations ne sont pas en italique mais en corps de texte normal. Elles sont entourées par des guillemets français : « et ».
- Les listes à puces sont à éviter, des paragraphes rédigés étant largement préférés. Les tableaux sont à réserver à la présentation de données structurées (résultats, etc.).
- Les appels de note de bas de page (petits chiffres en exposant, introduits par l'outil «  Source ») sont à placer entre la fin de phrase et le point final[comme ça].
- Les liens internes (vers d'autres articles de Wikipédia) sont à choisir avec parcimonie. Créez des liens vers des articles approfondissant le sujet. Les termes génériques sans rapport avec le sujet sont à éviter, ainsi que les répétitions de liens vers un même terme.
- Les liens externes sont à placer uniquement dans une section « Liens externes », à la fin de l'article. Ces liens sont à choisir avec parcimonie suivant les règles définies. Si un lien sert de source à l'article, son insertion dans le texte est à faire par les notes de bas de page.
- La présentation des références doit suivre les conventions bibliographiques. Il est recommandé d'utiliser les modèles {{Ouvrage}}, {{Chapitre}}, {{Article}}, {{Lien web}} et/ou {{Bibliographie}}. Le mode d'édition visuel peut mettre en forme automatiquement les références.
- Insérer une infobox (cadre d'informations à droite) n'est pas obligatoire pour parachever la mise en page.

Pour une aide détaillée, merci de consulter Aide:Wikification.
Si vous pensez que ces points ont été résolus, vous pouvez retirer ce bandeau et améliorer la mise en forme d'un autre article.
La dix-huitième saison de La France a un incroyable talent, émission française de divertissement, est diffusée tous les mardis à partir du 24 octobre au 22 décembre 2023 sur M6 de 21 h 10 à 23 h 20.

## Présentatrice et jury
Le jury reste inchangé par rapport à la saison 17, et se compose de :
- Éric Antoine, magicien-humoriste ;
- Hélène Ségara, chanteuse ;
- Marianne James, chanteuse et comédienne ;
- Sugar Sammy, humoriste.

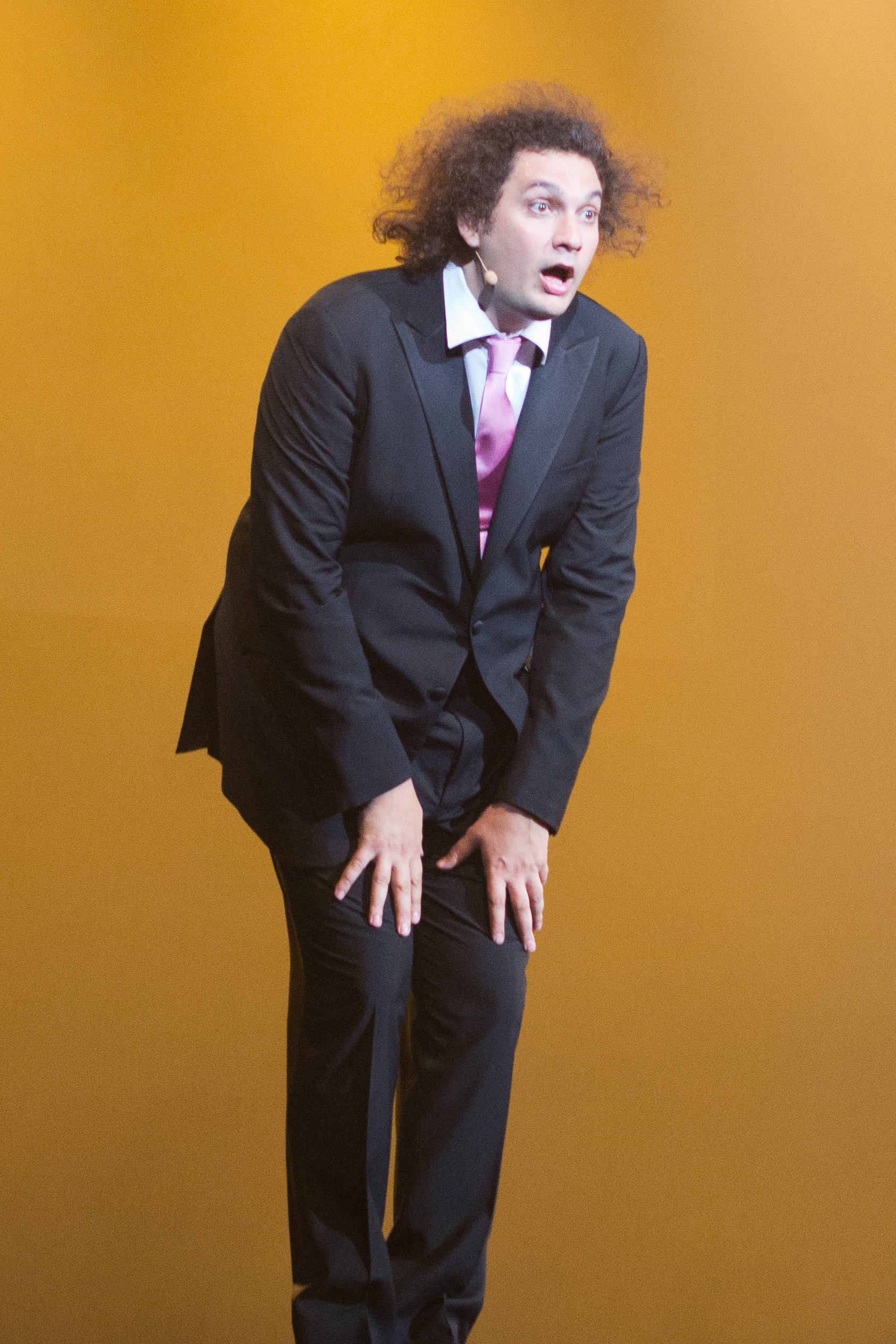
Éric Antoine
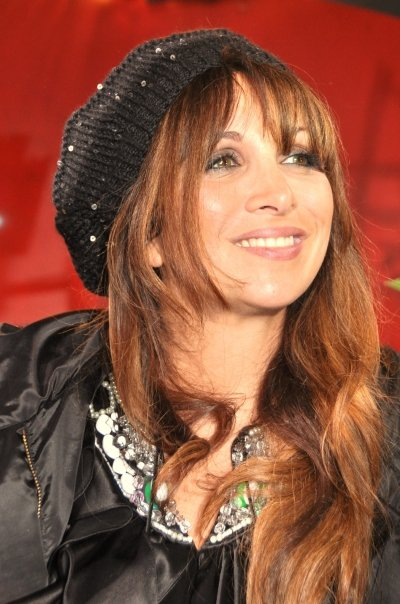
Hélène Ségara
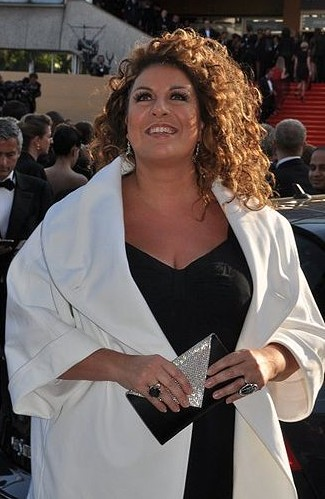
Marianne James
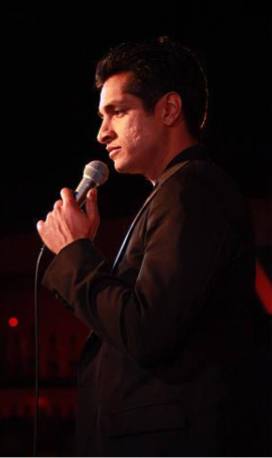
Sugar Sammy

L'émission est présentée par Karine Le Marchand pendant les primes.
L'after est désormais présenté par la vidéaste Juju Fitcats.

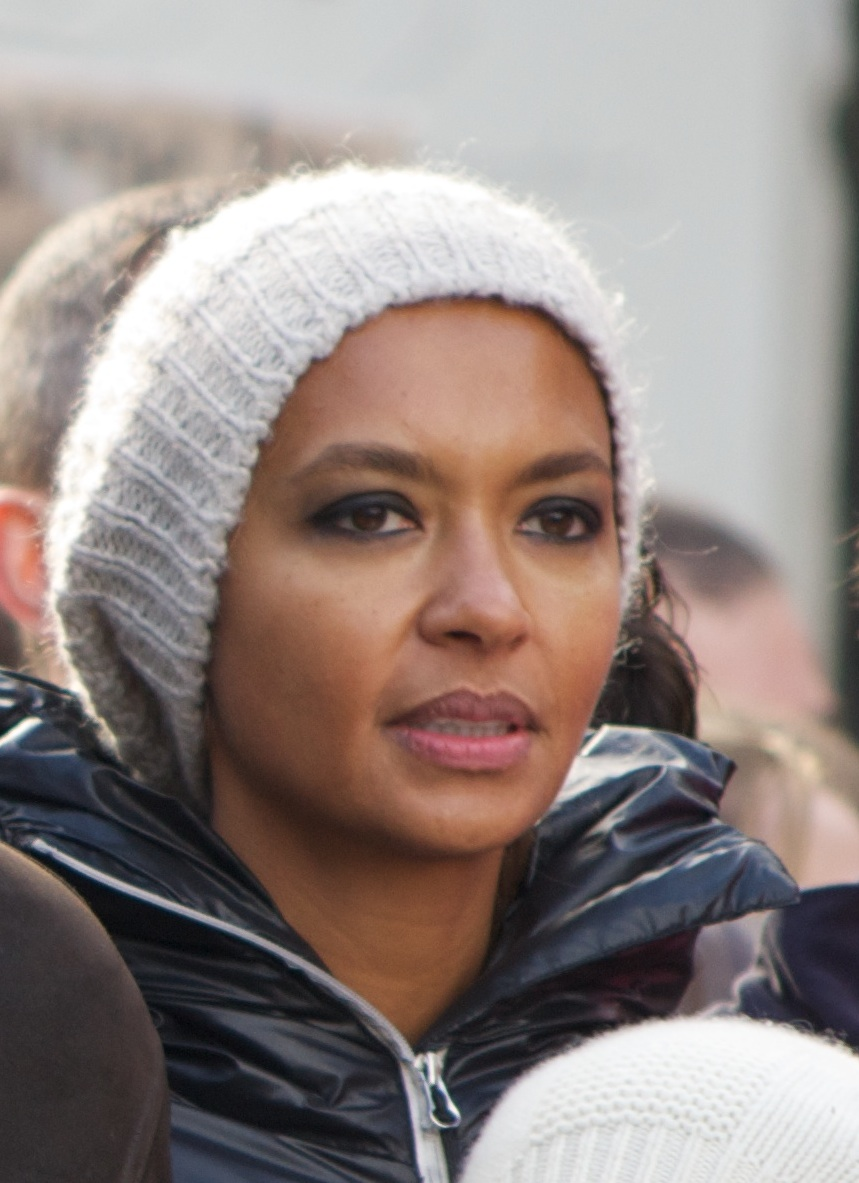
Karine Le Marchand

Lors des quarts de finale, nouvelle phase instaurée cette saison, un cinquième juge rejoint le jury initial :
- Jérémy Ferrari (humoriste) pour le 1er quart de finale ;
- Michou (youtubeur) pour le 2e quart de finale

## Émissions

### Auditions et qualifications
Le "golden buzzer" mis en place depuis la saison 9, est toujours présent pour cette dix-huitième saison à la seule différence que si l'un des jurés ou l'animatrice l'active, il envoie le (ou les) candidat(s) en demi-finale et non plus directement en finale
Cette saison introduit deux nouveautés : les quarts de finale et le platinium-buzzer :
- Le platinium-buzzer est le seul moyen d'accéder directement à la finale, il est activé lorsque les 4 jurés choisissent d'appuyer dessus en même temps pour le(s) même(s) candidat(s). Il ne peut qu'être activé qu'une fois dans la saison et a la particularité d'envoyer le candidat directement en finale. En effet, avec l'apparition des quarts de finale, les golden-buzzer classiques envoient les candidats en demi-finale.
- Les quarts de finale s'inscrivent désormais comme étape supplémentaire entre les auditions et les demi-finales. À la fin de chaque quart de finale, le jury annonce les noms des quatre candidats qui se rendront à la demi-finale, en plus d'un cinquième candidat, le golden-buzzer du juge invité.

| Légende | Platinium buzzer (finale) | Golden buzzer (demi-finale) | Buzzer actionné |

#### Émission 1: 24 octobre 2023
| Ordre                             | Nom (âge)                                        | Numéro                            | Buzz et choix du jury | Buzz et choix du jury | Buzz et choix du jury | Buzz et choix du jury | Résultat                                               |
| Ordre                             | Nom (âge)                                        | Numéro                            | Sammy                 | Marianne              | Hélène                | Éric                  | Résultat                                               |
| --------------------------------- | ------------------------------------------------ | --------------------------------- | --------------------- | --------------------- | --------------------- | --------------------- | ------------------------------------------------------ |
| 1                                 | Antoine Donneaux (35 ans)                        | Imitation / Humour                |                       |                       |                       |                       | Qualifié                                               |
| 2                                 | Balla Brothers (21 et 27 ans)                    | Acrobates                         |                       |                       |                       |                       | Qualifiés                                              |
| 3                                 | Olivia Fée Céleste (300 000 ans en âge Elfique), | Énergéticienne                    | refusé                | refusé                | refusé                | refusé                | Éliminée                                               |
| 4                                 | Eric Leclerc (41 ans)                            | Magicien                          |                       |                       |                       |                       | Qualifié                                               |
| 5                                 | Zebulon Simoneau (24 ans)                        | Trapéziste                        |                       |                       |                       |                       | Qualifié                                               |
| 6                                 | Der Schaelm (36 ans)                             |                                   | refusé                |                       |                       |                       | Éliminé (vote du public)                               |
| 7                                 | Lorenza (20 ans)                                 | Chant                             |                       |                       |                       |                       | Qualifiée                                              |
| 8                                 | La Pig Chenilliste (de 30 à 50 ans),             | Chenille                          | refusé                |                       | refusé                |                       | Qualifiés                                              |
| 9                                 | Marie-Josée et Jason (28 et 21 ans)              | Danse                             |                       |                       |                       | ,                     | Qualifiés (Demi-Finale) (Golden buzzer d'Éric Antoine) |
| 10                                | Maitreya (42 ans)                                | Yoga                              | refusé                |                       | refusé                | refusé                | Éliminé                                                |
| 11                                | Mohmagie (46 ans)                                |                                   |                       | refusé                | refusé                |                       | Éliminé                                                |
| 12                                | Red Panda (en)                                   |                                   |                       |                       |                       |                       | Qualifiée                                              |
| 13                                | Pierre-Alexandre (37 ans)                        |                                   | refusé                | refusé                | refusé                | refusé                | Éliminé                                                |
| 14                                | Tonikaku (41 ans)                                | Humour                            | refusé                |                       | refusé                |                       | Qualifié                                               |
| 15                                | Danaé & Wilder (27 et 31 ans),                   | Acroyoga                          |                       |                       |                       |                       | Qualifiés                                              |
| Nombre de buzz par membre du jury | Nombre de buzz par membre du jury                | Nombre de buzz par membre du jury | 6 buzz                | 3 buzz                | 6 buzz                | 3 buzz                | 18 buzz / 60                                           |

#### Émission 2: 31 octobre 2023
| Ordre                             | Nom (âge)                                          | Numéro                            | Buzz et choix du jury | Buzz et choix du jury | Buzz et choix du jury | Buzz et choix du jury | Résultat                                                 |
| Ordre                             | Nom (âge)                                          | Numéro                            | Sammy                 | Marianne              | Hélène                | Éric                  | Résultat                                                 |
| --------------------------------- | -------------------------------------------------- | --------------------------------- | --------------------- | --------------------- | --------------------- | --------------------- | -------------------------------------------------------- |
| 1                                 | Adeline & Jr Madripp (10 et 31 ans)                | Duo de Danse                      |                       |                       |                       |                       | Qualifiés                                                |
| 2                                 | Shu Takada (26 ans)                                | Yo Yo Artiste                     |                       |                       |                       |                       | Qualifié                                                 |
| 3                                 | Chantaaaal (33 ans)                                | Artiste de drag et chanteur       |                       |                       |                       |                       | Qualifié                                                 |
| 4                                 | Maxime le Pizzaïolo (26 ans)                       | Pizza acrobatique                 | refusé                | refusé                |                       |                       | Éliminé                                                  |
| 5                                 | Breathe Love (25 et 32 ans)                        | Danseurs aériens                  |                       |                       |                       |                       | Qualifiés                                                |
| 6                                 | Classi-Jazz (4 à 42 ans)                           | Danseurs de ballets               | refusé                | refusé                |                       | refusé                | Éliminés                                                 |
| 7                                 | Les Sencirk-Modu & Ibrahima (32 et 33 ans)         | Acrobates                         |                       |                       |                       |                       | Qualifiés                                                |
| 8                                 | Angel Lover (45 et 42 ans)                         | Duo de Chant                      | refusé                | refusé                | refusé                | refusé                | Éliminés                                                 |
| 9                                 | Luka & Jenalyn (26 et 22 ans)                      | Danseurs                          |                       |                       |                       |                       | Qualifiés                                                |
| 10                                | Super Moumou (28 ans)                              | Danseurs d'oiseaux                | refusé                | refusé                | refusé                | refusé                | Éliminés                                                 |
| 11                                | The Crowns (24 à 68 ans)                           | Barre russe                       |                       |                       |                       |                       | Qualifiés                                                |
| 12                                | Mega Coezion (15 à 33 ans)                         | Groupe de dance                   |                       |                       |                       |                       | Qualifiés                                                |
| 13                                | Olympique des Mascots & Choren Kids (34 et 27 ans) | Dinosaures dansants               | refusé                | refusé                |                       | refusé                | Éliminés                                                 |
| 14                                | Killan & Evan (22 et 21 ans)                       | Lanceur et receveur               | refusé                | refusé                | refusé                | refusé                | Éliminés                                                 |
| 15                                | Les Soignant.e.s (30 à 40 ans)                     | Trio chantant et pianiste         |                       |                       | accepté               |                       | Qualifiées (Demi-Finale) (Golden buzzer d'Hélène Ségara) |
| 16                                | Bir Khalsa (23 à 40 ans)                           | Acte de danger                    |                       | refusé                |                       |                       | Qualifiés                                                |
| Nombre de buzz par membre du jury | Nombre de buzz par membre du jury                  | Nombre de buzz par membre du jury | 6 buzz                | 7 buzz                | 3 buzz                | 5 buzz                | 20 buzz / 64                                             |

#### Émission 3: 7 novembre 2023
| Ordre                             | Nom (âge)                          | Numéro                            | Buzz et choix du jury | Buzz et choix du jury | Buzz et choix du jury | Buzz et choix du jury | Résultat                             |
| Ordre                             | Nom (âge)                          | Numéro                            | Sammy                 | Marianne              | Hélène                | Éric                  | Résultat                             |
| --------------------------------- | ---------------------------------- | --------------------------------- | --------------------- | --------------------- | --------------------- | --------------------- | ------------------------------------ |
| 1                                 | Three G (19 à 25 ans)              | Acrobaties                        |                       |                       |                       |                       | Qualifiées                           |
| 2                                 | Ballet Morane (13 à 20 ans)        | Danse                             |                       |                       |                       |                       | Qualifiés                            |
| 3                                 | David fils de momone (42 ans)      | Chant                             | refusé                |                       | refusé                |                       | Éliminé                              |
| 4                                 | Marceau Bidal (23 ans)             | Sangles asymétriques              |                       |                       |                       |                       | Qualifiés                            |
| 5                                 | Elodie Rodriguez (37 ans)          | Danse (flamenco)                  | refusé                | refusé                | refusé                | refusé                | Éliminée                             |
| 6                                 | Monica (84 ans)                    | Chant                             |                       |                       |                       |                       | Qualifiée                            |
| 7                                 | Angels Inc. (20 à 28 ans)          | Danse / Magie                     |                       | refusé                |                       |                       | Qualifiées                           |
| 8                                 | Pamplemouse (23 ans)               | Gonflage de ballons avec le nez   | refusé                |                       | refusé                | refusé                | Éliminé                              |
| 9                                 | Alexis & Eros Gruss (14 et 17 ans) | Acrobaties                        |                       |                       |                       |                       | Qualifiés                            |
| 10                                | Natalie Te Paa (27 ans)            | Chant et piano                    |                       |                       |                       |                       | Qualifiée                            |
| 11                                | Samsam (23 ans)                    | Dressage canin                    | refusé                |                       | refusé                | refusé                | Éliminé                              |
| 12                                | Gnunn's (30 à 62 ans)              | Humour                            | refusé                |                       | refusé                | refusé                | Éliminés                             |
| 13                                | Chris Oh! (37 ans)                 | Danse                             |                       |                       |                       |                       | Qualifié                             |
| 14                                | Markobi (29 ans)                   | Magie                             |                       |                       |                       |                       | Qualifié (Finale) (Platinium buzzer) |
| 15                                | Lady Attila (29 ans)               | Air guitar                        | refusé                |                       | refusé                |                       | Éliminée (vote du public)            |
| 16                                | Duo Rings (31 et 34 ans)           | Anneaux aériens                   |                       |                       |                       |                       | Qualifiés                            |
| Nombre de buzz par membre du jury | Nombre de buzz par membre du jury  | Nombre de buzz par membre du jury | 6 buzz                | 2 buzz                | 6 buzz                | 4 buzz                | 18 buzz / 64                         |

#### Émission 4: 14 novembre 2023
| Ordre                             | Nom (âge)                                 | Numéro                            | Buzz et choix du jury | Buzz et choix du jury | Buzz et choix du jury | Buzz et choix du jury | Résultat                                              |
| Ordre                             | Nom (âge)                                 | Numéro                            | Sammy                 | Marianne              | Hélène                | Éric                  | Résultat                                              |
| --------------------------------- | ----------------------------------------- | --------------------------------- | --------------------- | --------------------- | --------------------- | --------------------- | ----------------------------------------------------- |
| 1                                 | Chiko                                     | Balance acrobate                  |                       |                       |                       |                       | Qualifié                                              |
| 2                                 | Le Chœur Spectacul'Art (19 à 70 ans)      | Chœur                             |                       |                       |                       |                       | Qualifiés                                             |
| 3                                 | Shaolin Yanyou (40 ans)                   | artiste de fouet                  |                       |                       |                       |                       | Éliminé                                               |
| 4                                 | Gao Lin & Liu Xin (35 et 31 ans)          | Danseurs acrobates                |                       |                       |                       |                       | Qualifiés                                             |
| 5                                 | Pascal Le Bidon (24 ans)                  | Marionnettes du ventre            | refusé                | refusé                |                       | refusé                | Éliminé                                               |
| 6                                 | Cie Youcef Ouali (23 à 34 ans)            | Danseurs                          |                       |                       |                       |                       | Qualifiés                                             |
| 7                                 | Cobalt (25 ans)                           | Chanteur et guitariste            |                       |                       |                       |                       | Qualifié                                              |
| 8                                 | The Shrimp Shrimply                       | Acrobate de crevettes             | refusé                | refusé                | refusé                | refusé                | Éliminée                                              |
| 9                                 | Magic Ben (20 ans)                        | Magicien                          |                       |                       |                       |                       | Qualifié                                              |
| 10                                | Laetitia & Nenette Callas (49 ans)        | Chanteur ventriloque              |                       |                       |                       |                       | Qualifiée (vote du public)                            |
| 11                                | Duo Acero (32 et 38 ans)                  | Acrobaties aux poteaux            |                       |                       |                       |                       | Qualifiés                                             |
| 12                                | Bomba Trio                                | Ping-pong nu                      |                       |                       | refusé                |                       | Qualifiés                                             |
| 13                                | Johnny Alone & Lady LC (52 et 31 ans)     | Imitateurs de Barbie et Ken       | refusé                |                       | refusé                | refusé                | Éliminés                                              |
| 14                                | David Corriveau 100 Contrefaçons (37 ans) | Chanteur Deepfake                 | accepté               |                       |                       |                       | Qualifié (Demi-Finale) (Golden buzzer de Sugar Sammy) |
| 15                                | Valentin (25 ans)                         | Mangeur de vitesse                | refusé                | refusé                | refusé                | refusé                | Éliminé                                               |
| 16                                | Nasty Horse (36 ans)                      | Preneur de noix                   | refusé                |                       | refusé                | refusé                | Éliminé                                               |
| 17                                | Nikette & Lousmic (76 et 80 ans)          | Duo chantant                      | refusé                |                       | refusé                | refusé                | Éliminés                                              |
| Nombre de buzz par membre du jury | Nombre de buzz par membre du jury         | Nombre de buzz par membre du jury | 6 buzz                | 3 buzz                | 6 buzz                | 6 buzz                | 21 buzz / 68                                          |

#### Émission 5: 21 novembre 2023
| Ordre                             | Nom (âge)                                         | Numéro                            | Buzz et choix du jury | Buzz et choix du jury | Buzz et choix du jury | Buzz et choix du jury | Résultat                                                  |
| Ordre                             | Nom (âge)                                         | Numéro                            | Sammy                 | Marianne              | Hélène                | Éric                  | Résultat                                                  |
| --------------------------------- | ------------------------------------------------- | --------------------------------- | --------------------- | --------------------- | --------------------- | --------------------- | --------------------------------------------------------- |
| 1                                 | Calisabor (23 à 40 ans)                           | Danse costumée                    | refusé                |                       |                       |                       | Éliminés                                                  |
| 2                                 | Maxime et Sébastien (22 et 23 ans)                | Pilotage, avion                   |                       |                       |                       |                       | Qualifiés                                                 |
| 3                                 | Just Two Men (33 et 35 ans)                       | Acrobates                         |                       |                       |                       |                       | Qualifiés                                                 |
| 4                                 | Hugo l'épicier (50 ans)                           | Chant                             | refusé                |                       | refusé                |                       | Éliminé                                                   |
| 5                                 | Titos Tsaï (30 ans)                               | Danse avec des épées              |                       |                       |                       |                       | Qualifié                                                  |
| 6                                 | Tiany (17 ans)                                    | Chant                             |                       |                       |                       |                       | Qualifiée                                                 |
| 7                                 | Battle BD (30 à 50 ans)                           | Dessin                            |                       |                       |                       |                       | Qualifiés                                                 |
| 8                                 | Yi Pang (42 ans)                                  | Art, cuisine                      | refusé                |                       | refusé                | refusé                | Éliminée                                                  |
| 9                                 | Ben Aymerich (27 ans)                             | Magie                             |                       |                       |                       |                       | Qualifié                                                  |
| 10                                | Troupe Kolfe                                      | Équilibre, acrobates              |                       |                       |                       |                       | Qualifiés                                                 |
| 11                                | Bess (55 ans)                                     | Magie                             | refusé                | refusé                | refusé                | refusé                | Éliminé                                                   |
| 12                                | Adrien Susini (31 ans)                            | Chant                             |                       |                       |                       |                       | Qualifié                                                  |
| 13                                | Mega Unity (13 à 33 ans)                          | Danse synchronisée                |                       | accepté               |                       |                       | Qualifiés (Demi-Finale) (Golden buzzer de Marianne James) |
| 14                                | Gertrude de Montparnasse et Lucien (50 et 45 ans) | Chant et accordéon                | refusé                |                       | refusé                |                       | Éliminés                                                  |
| 15                                | Jonathan Vero (39 ans)                            | Artiste de feu                    |                       |                       |                       |                       | Qualifié                                                  |
| 16                                | Ben Noir (44 ans)                                 | Chant, nu                         |                       |                       | refusé                |                       | Qualifié                                                  |
| 17                                | Julien et Loic (24 et 42 ans)                     | Coupage de bois                   | refusé                |                       | refusé                | refusé                | Éliminés                                                  |
| 18                                | William Pilet (33 ans)                            | Humour                            |                       |                       |                       |                       | Qualifié                                                  |
| Nombre de buzz par membre du jury | Nombre de buzz par membre du jury                 | Nombre de buzz par membre du jury | 6 buzz                | 1 buzz                | 6 buzz                | 3 buzz                | 16 buzz / 72                                              |

#### Émission 6: 28 novembre 2023
| Ordre                             | Nom (âge)                           | Numéro                            | Buzz et choix du jury | Buzz et choix du jury | Buzz et choix du jury | Buzz et choix du jury | Buzz et choix du jury | Résultat                                                      |
| Ordre                             | Nom (âge)                           | Numéro                            | Sammy                 | Marianne              | Hélène                | Éric                  | Karine                | Résultat                                                      |
| --------------------------------- | ----------------------------------- | --------------------------------- | --------------------- | --------------------- | --------------------- | --------------------- | --------------------- | ------------------------------------------------------------- |
| 1                                 | Liberty Barros (15 ans)             | Danse de yoga / Flexi-danse       |                       |                       |                       |                       |                       | Qualifiée                                                     |
| 2                                 | Alexandre (26 ans)                  | Violoniste                        |                       |                       |                       | refusé                |                       | Éliminé                                                       |
| 3                                 | Eric & Mortie (29 et 3 ans)         | Saxaphoniste et chien chanteur    | refusé                | refusé                |                       |                       |                       | Éliminés                                                      |
| 4                                 | Tjaša (29 ans)                      | Acrobate aérienne                 |                       |                       |                       |                       |                       | Qualifiée                                                     |
| 5                                 | All Dances (16 à 31 ans)            | Danse                             |                       |                       |                       |                       |                       | Qualifiés                                                     |
| 6                                 | Gymnasticus Circus (14 à 37 ans)    | Troupe de gymnastes               |                       |                       |                       |                       |                       | Qualifiés                                                     |
| 7                                 | Alexis Du Désir (46 ans)            | Méditant                          | refusé                |                       | refusé                | refusé                |                       | Éliminé                                                       |
| 8                                 | Eva (13 ans)                        | Chant et piano                    |                       |                       |                       |                       |                       | Qualifiée                                                     |
| 9                                 | Geneviève Côté (en) (48 ans)        | Chanteuse et imitatrice           |                       |                       |                       |                       | accepté               | Qualifiée (Demi-Finale) (Golden buzzer de Karine Le Marchand) |
| 10                                | Flying Roots (19 à 43 ans)          | Pole dance                        |                       |                       |                       |                       |                       | Qualifiées                                                    |
| 11                                | Jamin (46 ans)                      | Guide détente                     | refusé                |                       | refusé                |                       |                       | Éliminé                                                       |
| 12                                | Royal Fasam Orchestra (13 à 72 ans) | Fanfare                           | refusé                |                       |                       | refusé                |                       | Éliminés                                                      |
| 13                                | The Montreal Trio (42 à 54 ans)     | Trio de comédie numérique         |                       |                       |                       |                       |                       | Qualifiés                                                     |
| 14                                | Adriano Bodyshow (35 ans)           | Strip-tease                       | refusé                |                       | refusé                | refusé                |                       | Éliminé                                                       |
| 15                                | Victor Zatko (27 ans)               | Psychique                         |                       | refusé                |                       |                       |                       | Qualifié (vote du public)                                     |
| 16                                | Maytree (31 à 45 ans)               | Groupe vocal                      |                       |                       |                       |                       |                       | Qualifiés                                                     |
| 17                                | Machine                             | Robot Magicien                    | refusé                | refusé                |                       |                       |                       | Éliminé                                                       |
| 18                                | Mawa & Rimichi                      | Duo Magique                       | refusé                | refusé                | refusé                | refusé                |                       | Éliminés                                                      |
| 19                                | Fakir Testa (43 ans)                | Duo de danger                     |                       |                       |                       |                       |                       | Qualifié                                                      |
| Nombre de buzz par membre du jury | Nombre de buzz par membre du jury   | Nombre de buzz par membre du jury | 7 buzz                | 4 buzz                | 4 buzz                | 5 buzz                |                       | 20 buzz / 76                                                  |

### Quarts de finale, demi-finale et finale

#### 1erquart de finale: 5 décembre 2023
| Ordre                             | Nom (âge)                         | Numéro                            | Buzz et choix du jury | Buzz et choix du jury | Buzz et choix du jury | Buzz et choix du jury | Buzz et choix du jury | Résultat                                    |
| Ordre                             | Nom (âge)                         | Numéro                            | Sammy                 | Marianne              | Jérémy                | Hélène                | Éric                  | Résultat                                    |
| --------------------------------- | --------------------------------- | --------------------------------- | --------------------- | --------------------- | --------------------- | --------------------- | --------------------- | ------------------------------------------- |
| 1                                 | Antoine Donneaux (35 ans)         | Imitation                         |                       |                       |                       |                       |                       | Qualifié                                    |
| 2                                 | Shu Takada (26 ans)               | Yo-yo                             |                       |                       |                       |                       |                       | Éliminé                                     |
| 3                                 | Marceau Bidal (23 ans)            | Sangles asymétriques              |                       |                       |                       |                       |                       | Qualifié                                    |
| 4                                 | Cie Youcef Ouali (34 ans)         | Danse                             |                       |                       |                       |                       |                       | Éliminés                                    |
| 5                                 | Three G (19 à 25 ans)             | Acrobaties                        |                       |                       |                       |                       |                       | Éliminées                                   |
| 6                                 | La Pig Chenilliste (30 à 50 ans)  | Chenille                          | Refusé                |                       |                       |                       |                       | Éliminés                                    |
| 7                                 | Cobalt (25 ans)                   | Chant                             |                       |                       |                       |                       |                       | Qualifié                                    |
| 8                                 | Les Sencirk-Modou & Ibrahima      | Acrobaties                        |                       |                       |                       |                       |                       | Qualifiés                                   |
| 9                                 | Monica (84 ans)                   | Chant                             |                       |                       | accepté               |                       |                       | Qualifiée (Golden buzzer de Jérémy Ferrari) |
| 10                                | Gao & Liu Xin (35 et 31 ans)      | Acrobaties et danse               |                       |                       |                       |                       |                       | Éliminés                                    |
| 11                                | Magic Ben (20 ans)                | Magie                             |                       |                       |                       |                       |                       | Éliminé                                     |
| 12                                | Chris Oh! (37 ans)                | Danse                             |                       |                       |                       |                       |                       | Éliminé                                     |
| 13                                | Fakir Testa (43 ans)              | Fakir                             |                       | Refusé                |                       |                       |                       | Éliminé                                     |
| Nombre de buzz par membre du jury | Nombre de buzz par membre du jury | Nombre de buzz par membre du jury | 1 buzz                | 1 buzz                |                       | 0 buzz                | 0 buzz                | 2 buzz / 52                                 |

#### 2equart de finale: 12 décembre 2023
| Ordre                             | Nom (âge)                            | Numéro                            | Buzz et choix du jury | Buzz et choix du jury | Buzz et choix du jury | Buzz et choix du jury | Buzz et choix du jury | Résultat                           |
| Ordre                             | Nom (âge)                            | Numéro                            | Sammy                 | Marianne              | Michou                | Hélène                | Éric                  | Résultat                           |
| --------------------------------- | ------------------------------------ | --------------------------------- | --------------------- | --------------------- | --------------------- | --------------------- | --------------------- | ---------------------------------- |
| 1                                 | The Crows (25 à 68 ans)              | Barre russe                       |                       |                       |                       |                       |                       | Qualifiés                          |
| 2                                 | Adeline & Jr Maddripp (10 et 31 ans) | Danse                             |                       |                       |                       |                       |                       | Éliminés                           |
| 3                                 | Chantaaaal (33 ans)                  | Chant                             | Refusé                |                       |                       |                       |                       | Qualifié                           |
| 4                                 | Duo Rings (32 et 34 ans)             | Anneaux aériens                   |                       |                       |                       |                       |                       | Qualifiés                          |
| 5                                 | Ballet Morane (13 à 20 ans)          | Danse                             |                       | Refusé                |                       |                       |                       | Éliminés                           |
| 6                                 | Ben Aymerich (27 ans)                | Magie                             |                       |                       |                       |                       |                       | Éliminé                            |
| 7                                 | Danaé & Wilder (27 et 31 ans)        | Acroyoga                          |                       |                       |                       |                       |                       | Qualifiés                          |
| 8                                 | Tonikaku (41 ans)                    | Humour                            | Refusé                |                       |                       | Refusé                |                       | Éliminé                            |
| 9                                 | Zebulon Simoneau (25 ans)            | Trapèze                           |                       |                       |                       |                       |                       | Éliminé                            |
| 10                                | Titos Tsaï (30 ans)                  | Danse avec des sabres             |                       |                       | accepté               |                       |                       | Qualifié (Golden buzzer de Michou) |
| 11                                | Lorenza (21 ans)                     | Chant                             |                       |                       |                       |                       |                       | Éliminée                           |
| 12                                | William Pilet (33 ans)               | Humour                            |                       |                       |                       |                       |                       | Éliminé                            |
| 13                                | Jonathan Vero (39 ans)               | Artiste du feu                    |                       |                       |                       |                       |                       | Éliminé                            |
| Nombre de buzz par membre du jury | Nombre de buzz par membre du jury    | Nombre de buzz par membre du jury | 2 buzz                | 1 buzz                |                       | 1 buzz                | 0 buzz                | 4 buzz / 52                        |

#### Demi-finale: 19 décembre 2023
A l'issue des auditions et des quarts de finale, 15 candidats se sont qualifiés pour la demi-finale. Le jury devra sélectionner 9 candidats qui participeront à la finale aux côtés de Markobi, le platinium buzzer des auditions.
7 Golden Buzzer : Marie-Josée & Jason (Eric), Les Soignant.e.s (Hélène), David Corriveau 100 Contrefaçons (Sammy), Mega Unity (Marianne), Geneviève Côté (Karine), Monica (Jérémy), Titos Tsaï (Michou).
8 Candidats : Antoine Donneaux, Marceau Bidal, Cobalt, Les Sencirk, The Crows, Chantaaaal, Duo Rings, Danaé & Wilder.
| Ordre                             | Nom (âge)                                 | Numéro                            | Buzz et choix du jury | Buzz et choix du jury | Buzz et choix du jury | Buzz et choix du jury | Résultat    |
| Ordre                             | Nom (âge)                                 | Numéro                            | Sammy                 | Marianne              | Hélène                | Éric                  | Résultat    |
| --------------------------------- | ----------------------------------------- | --------------------------------- | --------------------- | --------------------- | --------------------- | --------------------- | ----------- |
| 1                                 | Mega Unity (13 à 33 ans)                  | Danse                             |                       |                       |                       |                       | Qualifiés   |
| 2                                 | Titos Tsaï (30 ans)                       | Danse avec des sabres             |                       |                       |                       |                       | Qualifié    |
| 3                                 | Chantaaaal (33 ans)                       | Chant                             | Refusé                |                       |                       |                       | Éliminé     |
| 4                                 | Danaé & Wilder (27 et 31 ans)             | Acroyoga                          |                       |                       |                       |                       | Qualifiés   |
| 5                                 | Les Soignant.e.s (30 à 40 ans)            | Chant                             |                       |                       |                       |                       | Qualifiées  |
| 6                                 | The Crows (25 à 68 ans)                   | Barre russe                       |                       |                       |                       |                       | Qualifiés   |
| 7                                 | Marie-Josée & Jason (28 et 21 ans)        | Danse                             |                       |                       |                       |                       | Qualifiés   |
| 8                                 | Geneviève Côté (en) (48 ans)              | Bruitages                         |                       |                       |                       |                       | Éliminée    |
| 9                                 | Antoine Donneaux (35 ans)                 | Imitation                         |                       |                       |                       |                       | Qualifié    |
| 10                                | Duo Rings (32 et 34 ans)                  | Anneaux aériens                   |                       |                       |                       |                       | Éliminés    |
| 11                                | David Corriveau 100 Contrefaçons (37 ans) | Chant                             |                       |                       |                       |                       | Qualifié    |
| 12                                | Sencirk - Modou & Ibrahima (32 et 33 ans) | Acrobaties                        |                       |                       |                       |                       | Éliminés    |
| 13                                | Monica (84 ans)                           | Chant                             |                       |                       |                       |                       | Éliminée    |
| 14                                | Marceau Bidal (23 ans)                    | Sangles asymétriques              |                       |                       |                       |                       | Qualifié    |
| 15                                | Cobalt (25 ans)                           | Chant                             |                       |                       |                       |                       | Éliminé     |
| Nombre de buzz par membre du jury | Nombre de buzz par membre du jury         | Nombre de buzz par membre du jury | 1 buzz                | 0 buzz                | 0 buzz                | 0 buzz                | 1 buzz / 60 |

#### Finale: 22 décembre 2023
10 candidats se sont qualifiés au cours de cette saison pour cette finale :
1 Platinium Buzzer : Markobi.
5 Golden Buzzer : Mega Unity, Titos Tsaï, Marie-Josée & Jason, Les Soignant.e.s, David Corriveau 100 Contrefaçons
4 Candidats : Danaé & Wilder, Antoine Donneaux, Marceau Bidal.
Le groupe de barre russe "The Crows" n'a pas pu participer à la finale, il a été remplacé par le duo d'acrobates Sencirk - Modou & Ibrahima.
| Classement | Ordre de passage | Nom (âge)                                 | Numéro                |
| ---------- | ---------------- | ----------------------------------------- | --------------------- |
| 4e         | 1                | Danaé & Wilder (27 et 31 ans)             | Acroyoga              |
| 1er        | 2                | Mega Unity (13 à 33 ans)                  | Danse synchronisée    |
| 2e         | 3                | Titos Tsaï (30 ans)                       | Danse avec des sabres |
| 5e         | 4                | Antoine Donneaux (35 ans)                 | Chant et imitation    |
| NC         | 5                | Sencirk - Modou & Ibrahima (32 et 33 ans) | Acrobaties            |
| NC         | 6                | Marie-Josée & Jason (28 et 21 ans)        | Danse                 |
| 3e         | 7                | Markobi (29 ans)                          | Magie                 |
| NC         | 8                | Marceau Bidal (23 ans)                    | Sangles asymétriques  |
| NC         | 9                | Les Soignant.e.s (30 à 40 ans)            | Chant                 |
| NC         | 10               | David Corriveau 100 Contrefaçons (37 ans) | Chant                 |

## Audiences
| Épisode            | Date de diffusion                          | Audience moyenne          | Audience moyenne                       | Audience moyenne         | Classement des audiences de la soirée | Références |
| Épisode            | Date de diffusion                          | Nombre de téléspectateurs | Part de marché (sur les 4 ans et plus) | Part de marché (FRDA-50) | Classement des audiences de la soirée | Références |
| ------------------ | ------------------------------------------ | ------------------------- | -------------------------------------- | ------------------------ | ------------------------------------- | ---------- |
| 1                  | Mardi 24 octobre 2023 (Audition jour 1)    | 3 410 000                 | 15,3 %                                 | 24,3 %                   | 2e                                    | [ 15 ]     |
| 1                  | Mardi 24 octobre 2023 (Audition jour 1)    | 3 050 000                 | 18,3 %                                 | 27,2 %                   | 2e                                    | [ 15 ]     |
| 2                  | Mardi 31 octobre 2023 (Audition jour 2)    | 2 850 000                 | 14,1 %                                 | 21,6 %                   | 2e                                    | [ 16 ]     |
| 2                  | Mardi 31 octobre 2023 (Audition jour 2)    | 2 620 000                 | 16,3 %                                 | 24,8 %                   | 2e                                    | [ 16 ]     |
| 3                  | Mardi 7 novembre 2023 (Audition jour 3)    | 2 940 000                 | 13,7 %                                 | 21,4 %                   | 2e                                    | [ 17 ]     |
| 3                  | Mardi 7 novembre 2023 (Audition jour 3)    | 2 510 000                 | 15,4 %                                 | 23,5 %                   | 2e                                    | [ 17 ]     |
| 4                  | Mardi 14 novembre 2023 (Audition jour 4)   | 3 340 000                 | 16,1 %                                 | 24,5 %                   | 2e                                    | [ 18 ]     |
| 4                  | Mardi 14 novembre 2023 (Audition jour 4)   | 2 870 000                 | 17,9 %                                 | 25,4 %                   | 2e                                    | [ 18 ]     |
| 5                  | Mardi 21 novembre 2023 (Audition jour 5)   | 3 250 000                 | 15,2 %                                 | 24,9 %                   | 2e                                    | [ 19 ]     |
| 5                  | Mardi 21 novembre 2023 (Audition jour 5)   | 2 920 000                 | 18,3 %                                 | 29,1 %                   | 2e                                    | [ 19 ]     |
| 6                  | Mardi 28 novembre 2023 (Audition jour 6)   | 3 080 000                 | 14,1 %                                 | 20,1 %                   | 2e                                    | [ 20 ]     |
| 6                  | Mardi 28 novembre 2023 (Audition jour 6)   | 2 660 000                 | 15,6 %                                 | 21,9 %                   | 2e                                    | [ 20 ]     |
| 7                  | Mardi 5 décembre 2023 (Quart de finale 1)  | 3 070 000                 | 14,4 %                                 | 23,7 %                   | 2e                                    | [ 21 ]     |
| 7                  | Mardi 5 décembre 2023 (Quart de finale 1)  | 2 880 000                 | 18,7 %                                 | 25,6 %                   | 2e                                    | [ 21 ]     |
| 8                  | Mardi 12 décembre 2023 (Quart de finale 2) | 2 960 000                 | 14 %                                   | 23,4 %                   | 2e                                    | [ 22 ]     |
| 8                  | Mardi 12 décembre 2023 (Quart de finale 2) | 2 570 000                 | 17,2 %                                 | 23,7 %                   | 2e                                    | [ 22 ]     |
| 9                  | Mardi 19 décembre 2023 (Demi-finale)       | 3 110 000                 | 15 %                                   | 21,3 %                   | 2e                                    | [ 23 ]     |
| 9                  | Mardi 19 décembre 2023 (Demi-finale)       | 2 660 000                 | 17,5 %                                 | 22,2 %                   | 2e                                    | [ 23 ]     |
| 10                 | Vendredi 22 décembre 2023 (Finale)         | 2 900 000                 | 14,3 %                                 | 22,2 %                   | 2e                                    | [ 24 ]     |
| 10                 | Vendredi 22 décembre 2023 (Finale)         | 2 960 000                 | 20,2 %                                 | 23 %                     | 2e                                    | [ 24 ]     |
| Bilan de la saison | Bilan de la saison                         | 3 090 000                 | 14,6 %                                 | 22,7 %                   | 2e                                    | [ 25 ]     |
| Bilan de la saison | Bilan de la saison                         | 2 770 000                 | 17,5 %                                 | 24,6 %                   | 2e                                    | [ 25 ]     |
| Bilan de la saison | Bilan de la saison                         | 2 930 000                 | 16,1 %                                 | 23,7 %                   | 2e                                    | [ 25 ]     |

Légende :
- Plus hauts chiffres d'audience
- Plus bas chiffres d'audience